# I hetaste laget
I hetaste laget (engelska: Some Like It Hot) är en amerikansk romantisk komedifilm från 1959 i regi av Billy Wilder. Huvudrollerna spelas av Marilyn Monroe, Tony Curtis och Jack Lemmon. Bland andra större roller märks George Raft, Pat O'Brien, Joe E. Brown, Joan Shawlee och Nehemiah Persoff. Manuset är skrivet av Billy Wilder och Michael Logan, baserat på den franska filmen Fanfare of Love. Filmen producerades i svartvitt, även om färgfilmer ökade i popularitet vid tiden. Filmen är känd för att involvera crossdressing och för att leka med tanken på homosexualitet, vilket ledde till att den kom att produceras utan godkännande av produktionskoden. Koden hade gradvis försvagats under det tidiga 1950-talet, på grund av en ökad social tolerans för tidigare tabubelagda ämnen i film, men den var fortfarande officiellt upprätthållen. Den överväldigande framgången med I hetaste laget var en sista spik i kistan för Hays-koden.
År 1989 valdes filmen ut för att bevaras i National Film Registry av USA:s kongressbibliotek då den anses vara ”kulturellt, historiskt eller estetiskt betydelsefull”.

## Handling
Berättelsen börjar i Chicago 1929. De två musikerna, saxofonisten Joe (Tony Curtis) och basisten Jerry (Jack Lemmon) blir vittnen till ett mord i maffiakretsar (inspirerat av Valentinmassakern). För att fly från maffians gangsters klär de ut sig till kvinnorna Josephine och Daphne. De får jobb i ett tjejband, som reser till en badort i Florida. 
Joe blir kär i Sugar "Kane" Kowalczyk (Marilyn Monroe), som är sångerska i bandet. För att bli ihop med henne klär han ut sig till en oljemiljonär som säger sig äga Shell. Under tiden är det en riktig miljonär som blir kär i Jerry/Daphne. Samtidig kommer maffian allt närmare.
Marilyn Monroe sjunger i filmen en av sina mest kända låtar: "I Wanna Be Loved by You".

## Rollista i urval
| Marilyn Monroe         | – Sugar "Kane" Kowalczyk, en ukulelespelare och sångerska                   |
| Tony Curtis            | – Joe/"Josephine"/"Shell Oil Junior"                                        |
| Jack Lemmon            | – Jerry (Gerald)/"Daphne"                                                   |
| George Raft            | – "Spats" Colombo, en gangster från Chicago                                 |
| Pat O'Brien            | – Detective Mulligan                                                        |
| Joe E. Brown           | – Osgood Fielding III                                                       |
| Nehemiah Persoff       | – "Little Bonaparte", en gangster                                           |
| Joan Shawlee           | – Sweet Sue, bandledare för "Sweet Sue and Her Society Syncopators"         |
| Dave Barry             | – Mister Beinstock, bandmanager för "Sweet Sue and Her Society Syncopators" |
| Billy Gray             | – Sig Poliakoff, Joes och Jerrys agent i Chicago                            |
| Barbara Drew           | – Nellie Weinmeyer, Poliakoffs sekreterare                                  |
| George E. Stone        | – "Toothpick" Charlie, en gangster som blir mördad av "Spats" Colombo       |
| Mike Mazurki           | – "Spats" hantlangare                                                       |
| Harry Wilson           | – "Spats" hantlangare                                                       |
| Edward G. Robinson Jr. | – Johnny Paradise, en gangster som mördar "Spats" Colombo                   |
| Beverly Wills          | – Dolores, en trombonspelare och Sugars rumskamrat                          |

## Om filmen
Filmen blev nominerad för sex Oscar men fick endast pris för bästa kostym. Filmen blev dock belönad med en Golden Globe för bästa komedi och Jack Lemmon samt Marilyn Monroe fick samma pris som bästa skådespelare i en komedi.